# 유머 일번지
《유머 1번지》는 대한민국의 텔레비전 채널 KBS 2TV에서 1983년 4월 2일부터 1992년 10월 4일까지 주말 저녁에 방송된 장수 코미디 프로그램이다.
초기에는 단편 코미디 프로들로 구성되었으며, 나중에는 고정 코너가 자리를 잡게 되었다.
임하룡, 심형래, 김형곤 등 다수의 코미디언이 출연하였고, 김웅래 PD하고 박문영 작곡가가 참여하였다.
한편, 최양락, 이봉원, 김학래, 임미숙, 김종국, 최형만 등 대다수 코미디언들이 1991년 12월 9일 당시 새로 개국한 SBS로 이적한 뒤(참고로 SBS가 개국하는 과정에서 1991년 10월 13일 방송분부터 배꼽이 가렵다고 긁지 말아라, 포졸, 청원 경찰 학교, 사랑의 삼중주, 구두를 닦으세요 등 1회용 코너가 한달 정도 이어진 끝에 1991년 11월 10일 진중일기와 팡파르를 울려라 시작 이후 안정을 되찾다가 진중일기 종영 이후 1992년 1월 5일 방송분부터 내사랑 내곁에, 두 사나이(어느 절도범의 탈출기)등 1회용 코너가 2주 정도 지속한 끝에 1992년 1월 19일 방송분부터 안정을 되찾았다) 인기가 갈수록 떨어지자 1992년 10월 4일 방송분을 끝으로 막을 내렸으며 부녀자 인신매매 내용을 지나치게 흥미위주로 다뤄 말썽을 빚었다.

아울러, 김미화가 해당 프로그램을 통해 제 18회 한국방송대상 여자 코미디언상 수상의 영예를 안은 1달 뒤인 1991년 10월 SBS와 1년 전속계약을 맺고 이적했으나 건강사정 때문에 그 해 11월 초부터 모든 활동을 잠정 중단했으며 1992년 8월부터 본격적으로 활동을 재개했다.
이와 더불어, 해당 프로그램 후속으로 <웃음 한마당>이 신설됐는데 미리 기획한 코너에서 이창훈 등이 출연을 거부하여 차질을 빚어왔으며 당초 토크쇼 위주 코미디였으나 초대 연출자 김웅래 PD가 공채 7기 겸 대학개그제 1기 출신의 신인 코미디언들만을 기용하자 '찬밥' 신세가 된 일부 중견 코미디언들의 강한 반대에 부딪쳐 1992년 11월 29일부터 김웅래 PD에서 유찬욱 PD로 연출자가 바뀐 동시에 콩트 형식으로 포맷을 변경시킨 한편 한편 원로 코미디언 배삼룡 출연 - 3개월 이상 출연을 거부한 장두석 복귀 - 50여명 이상의 소속 코미디언 전원을 동원시키는 소강수를 뒀다.
하지만, <웃음 한마당>은 포맷 변경 후 정통 코미디 코너를 고수하여 전작인 해당 프로그램(유머 1번지)과 다를 게 없다는 지적을 받아왔으며 1993년 봄 개편으로 막을 내렸는데 <웃음 한마당>의 포맷과 연출자 변경 과정에서 스탠딩 개그 및 토크 개그를 통해 1인 코미디극을 선보여 온 한편 '감자골 4인방'으로 불린 동시에 1991년 5월 KBS 공채 7기 겸 대학개그제 1기로 데뷔한 김용만 김국진 박수홍 김수용 이들 네 사람이 일부 선배 코미디언들로부터 '강요성' 배역 요구에 불만을 품고 활동 중단을 공식 발표했으며(1993년 1월 10일) 이들은 은퇴선언 1달 뒤인 1993년 2월 11일 MBC 《일요일 일요일 밤에》'만나봅시다' 코너(방송일은 2월 14일) 녹화를 했다.
그러나, KBS 코미디언 50여 명이 《일요일 일요일 밤에》 녹화장으로 쳐들어가 한동안 녹화가 중단되는 해프닝이 벌어졌고 '감자골 4인방'은 1993년 2월 20일 KBS 코미디언실 운영위원회로부터 "KBS 전체 프로그램 6개월 출연정지" 중징계를 받은 데다 KBS 뿐 아니라 MBC SBS 모든 채널 출연금지 징계를 받아야 했으며 1993년 6월 25일 미국행(김국진 김용만) 군 입대(박수홍)를 하는 등 모든 활동을 잠정 중단했고 이를 "감자골 사건"이라 하며 이 사건 때문에 MBC도 더 큰 피해를 봐야 했는데 1989년 제 3기 이후 TV 개그맨 콘테스트를 선발하지 않아 쓸만한 신인 발굴에 어려움을 겪어온 데다 SBS 개국 뒤 정재환 박미선 등 핵심 개그맨들의 공백까지 겹쳐 말 그대로 "설상가상" 신세가 되자 '감자골 사건' 2달 후인 1993년 4월 제4기로 TV 개그맨 콘테스트를 재개했다.
한편, '감자골 4인방'은 "감자골 사건" 이후 <웃음한마당> 진행자 故 김형곤, "감자골 사건" 당시 KBS 희극인 실장이었던 故 최용순 등 KBS 중견 개그맨들과 사이가 틀어졌고 1990년 6월 KBS 공채 6기 개그맨으로 데뷔했으나 1991년 12월 초 김형곤과의 폭행 사건 이후 슬럼프를 겪어 1992년 3월 SBS로 이적했지만 대우-배역 비중 문제 때문에 제작진과 잦은 마찰을 빚어온 것 외에도 신동엽 (특채) 김경식 (공채 1기) 등 SBS에서 키운 신인 개그맨들에게 밀려 예전의 인기를 회복하지 못한 서인석이 "감자골 사건" 3달 뒤인 1993년 5월 KBS로 돌아오기도 했으며 김형곤은 서인석 폭행 사건 뿐 아니라 건강 문제 때문에 1992년 1월 초부터 한동안 코미디 프로그램 출연을 중단하기도 했다.
상황이 이렇다 보니 "감자골 사건" 이후 본인(김국진) 등 '감자골 4인방'이 KBS 중견 개그맨들과 사이가 틀어진 과정에서 '감자골 4인방'의 맏형이었던 김국진이 김형곤 돌연사(2006년 3월 11일) 당시 빈소에 오지 않았고 김국진 외에도 2002년 7월 11일 모 신문에 김형곤이 회장으로 재직한 다이어트 킴에서 광고를 하며 무단으로 본인(심현섭)의 얼굴을 싣자 본인(심현섭)의 소속사 스타벨리가 같은 달 12일 서울지법 동부지원에 김형곤을 상대로 초상권 침해와 사기 혐의로 소장을 접수하여 한때 김형곤과 사이가 안 좋아진 심현섭, 김형곤 돌연사 당시빈소에 온 윤정수(1기) 홍록기 (2기) - 김형곤 돌연사 다음 날 빈소를 방문한 김구라 (본명 김현동)(2기) 이외의 SBS 공채 1~2기 개그맨들이 김형곤 돌연사 당시 빈소에 오지 않았다.

## 방송 시간 및 일정
| 방송 채널 | 방송 기간                         | 방송 시간                            | 비고 |
| --------- | --------------------------------- | ------------------------------------ | ---- |
| KBS 2TV   | 1983년 4월 2일 ~ 1987년 2월 28일  | 매주 토요일 저녁 7시 50분 ~ 8시 40분 |      |
| KBS 2TV   | 1987년 3월 7일 ~ 1991년 5월 11일  | 매주 토요일 저녁 6시 50분 ~ 7시 50분 |      |
| KBS 2TV   | 1991년 5월 19일 ~ 1992년 10월 4일 | 매주 일요일 저녁 6시 50분 ~ 7시 50분 |      |

## 주요 출연진(가나다순)
- 고영수 (농담 한마디)
- 김국진
- 김미화 (마지막 왕비, 알딸딸, 밤이면 밤마다)
- 김수용
- 김용 (변방의 북소리, 탱자 가라사대, 열녀문)
- 김용만
- 김의환 (동궁마마는 아무도 못말려, 장밋빛 인생, 부채도사)
- 김정식 (아르바이트 백과, 제7병동, 동작그만, 어우동 농구단, 감초의 전방)
- 김종국 (동작그만, 맨손의 청춘)
- 김지선 (열녀문, 괜찮아유)
- 김진호 (동작그만, 추억의 책가방)
- 김학래 (회장님 회장님 우리 회장님, 영구야 영구야, 괜찮아유, 동작 그만)
- 김한국 (회장님 회장님 우리 회장님, 동작그만, 스타 병무)
- 김현영 (동궁마마는 아무도 못말려, 추억의 책가방)
- 故 김형곤 (회장님 회장님 우리 회장님, 탱자 가라사대, 꽃피는 봄이 오면, 진중일기, 그는 이렇게 말했다)
- 김호남 (회장님 회장님 우리 회장님)
- 남희석 (미워도 다시한번, 그는 이렇게 말했다)
- 박수홍 (미워도 다시한번, 스타 병무)
- 박승대 (회장님 회장님 우리 회장님)
- 방일수
- 배동성 (감초맨)
- 故 배삼룡 (꽃피는 봄이 오면)
- 서원섭 (변방의 북소리)
- 서현선 (동궁마마는 아무도 못말려, 감초맨)
- 송영길 (영구야 영구야, 동궁마마는 아무도 못말려)
- 송해
- 심형래 (영구야 영구야, 변방의 북소리, 내일은 챔피언, 동궁마마는 아무도 못말려, 충무로 차차차, 폭소소동, 감초의전방, 별당 아씨, 이상해와 심형래의 폭소소동)
- 양원경
- 故양종철 (회장님 회장님 우리 회장님, 동작그만, 내일은 챔피언, 맨손의 청춘, 감초맨)
- 엄용수 (회장님 회장님 우리 회장님, 농담 한마디, 감초맨)
- 엄정필 (미워도 다시한번)
- 오재미 (탱자 가라사대, 내일은 챔피언)
- 유재석 (진중일기, 추억의 책가방)
- 윤기원
- 故 윤혜영 (영구야 영구야, 괜찮아유)
- 이경래 (회장님 회장님 우리 회장님, 동작그만, 맨손의 청춘, 추억의 책가방)
- 이경애 (물장수, 괜찮아유, 차 마시는 여자)
- 이봉원 (물장수, 동작그만, 밤이면 밤마다)
- 이상운 (동작그만, 장미빛 인생, 꽃피는 봄이 오면)
- 이상해 (이상해와 심형래의 폭소소동)
- 이성미 (탱자 가라사대)
- 이창훈 (맨손의 청춘)
- 이희구
- 임미숙 (물장수, 아르바이트 백과, 동작그만)
- 임하룡 (변방의 북소리, 청춘을 돌려다오, 내일은 챔피언, 알딸딸, 세일즈맨 임진득, 추억의 책가방)
- 장두석 (아르바이트 백과, 물장수, 장미빛 인생, 부채도사, 감초맨)
- 전유성 (남 그리고 여, 청춘을 돌려다오, 농담 한마디, 충무로 차차차, 맨손의 청춘)
- 정명재 (회장님 회장님 우리 회장님, 진중일기, 술 마시는 남자)
- 故 조금산 (물장수, 추억의 책가방)
- 조문식 (탱자 가라사대)
- 조춘 (영구야 영구야, 충무로 차차차)
- 주병진
- 최승경 (진중일기)
- 최영준 (동궁마마는 아무도 못말려)
- 최양락 (남 그리고 여, 고독한 사냥꾼, 맨손의 청춘, 스타로 가는 마지막 비상구, 괜찮아유)
- 故 최용순 (열녀문)
- 최형만 (알딸딸, 꽃피는 봄이 오면)
- 팽현숙 (남 그리고 여, 청춘을 돌려다오)
- 하상훈 (탱자 가라사대)
- 한정호 (동작그만)

## 코너

### 아르바이트 백과
출연 : 김정식, 장두석, 임미숙
착한 후배 김정식하고 고집불통인 복학생 장두석의 좌충우돌 아르바이트를 하며 일어나는 에피소드를 통해 당시의 대학생의 풋풋한 모습을 웃음과 감동으로 엮어 나갔다, 미혜(임미숙紛)와 김정식의 이루어질듯 말듯 한 사랑의 얘기가 더해 젊은이들의 많은 사랑을 받았으며 이 코너를 시작으로 시트콤과 같은 연작 코미디의 시대가 열렸다. 장두석씨와 김정식씨가 '아, 아, 아르바이트 오늘은 OOO이죠~'라고 노래를 부르는 것으로 코너가 시작되었다.
- 방송 기간 : 1985년 4월 ~ 1987년 7월

### 북청물장수
출연 : 이봉원, 임미숙, 이경애, 故 조금산, 장두석.
1986년 당시 신인이던 KBS 공채 2기 개그맨들을 주연으로 내세운 코너이다. 1930년대 북한의 북청지역 출신 물장수들의 억척스러운 삶을 모티브로 벌어지는 상황들을 콩트로 만들었다. 유행어는 '반갑구만, 반가워요'가 있다.
- 방송 기간 : 1987년 7월 ~ 1988년 12월 31일

### 동작 그만
출연 : 김진호, 김정식, 김한국, 이봉원, 이경래, 이상운, 故 조금산, 김종국, 박승대, 최영준, 김학래, 임미숙 등.
당시 군대 내무반에서 실제 일어날 법한 상황들을 극화하여 군대를 다녀온 청년과 장년 남성들을 비롯하여 시청자들의 인기를 끌었다. 김정식, 이봉원, 김한국, 이경래, 이상운, 조금산 등이 독서하려고 입대했냐는 비아냥을 들을만큼 학문이 있는 지식인 부사관과 병(조금산 씨)처럼 인물의 개성을 살려 연기하였으며, 마지막 회는 이들이 제대한후 십년이 지나서 다시 만난다는 설정으로 제작했다. 조금산씨는 박사학위를 취득하여 대학교 교수가 된 것으로 그렸다. 김진호가 부소대장으로 등장하며 가끔 장교로도 등장했다. 메기 병장역으로 활약한 이상운씨는 학사장교 출신이라는 사실이 나중에 알려질 만큼 부사관과 병 연기를 훌륭하게 소화해내었다. 동 방송국의 드라마 전우의 주인공 역할을 했던 강민호가 사단장으로 등장한다. 후일 이 코너는 개그콘서트의 신(新) 동작그만으로 리메이크되었다. 당시 전투복은 무늬가 없는 것이었다.
- 방송 기간 : 1988년 7월 16일 ~ 1991년 5월 18일

### 회장님 회장님 우리 회장님
출연 : 故 김형곤, 김학래, 엄용수, 정명재, 이경래, 김한국, 조문식, 김의환, 故 양종철.
김형곤의 세태 풍자 코너 1기로 비룡그룹이라는 가상의 재벌그룹의 이사급 회의실에서 일어나는 회의 장면을 배경으로 당시 일어나던 정치, 경제, 사회 현안들을 풍자하였다. 회장역에 故 김형곤, 임원 역에 김학래, 엄용수, 정명재, 김의환, 조문식, 故 양종철 등이 연기하였다. 유행어로 故 김형곤 씨가 만들어낸 "잘 돼야 될텐데......","저거 처남만 아니면","잘 될 턱이 있나?" "장사 하루이틀 하나?"(김형곤씨가 극중 이사로 나오는 양종철 씨에게 한 말, 경영진들이 실력이 아닌, 인맥으로 형성되는 족벌경영을 풍자한 말임)와 양종철 씨가 만들어낸 "밥먹고 합시다."가 있다. 무엇보다 마지막 부분에 회장이 "OO 어때요?" 하면 거수기를 풍자한 임원들이 손가락으로 오케이를 그리며 "좋---습니다" 하던 것이 대 유행을 낳았다. 1980-90년대는 1987년 노동자대투쟁이 일어나는 등 민주노조 운동이 활발하여, 1995년에는 민주노총이 결성된 시기이기도 했다. 그래서 청소노동자들이 노동조건 개선 및 사회적 지위 향상을 위해 파업투쟁에 들어갔는데, 사용자인 고 김형곤 씨가 연기한 비룡그룹 회장이 청소노동자들의 민주노동조합과의 단체교섭 및 단체협약 체결은 회피한 채 엘리베이터로써 도망다니는 부당노동행위를 풍자하기도 했다.
마지막 회차엔 중소기업 송년의 밤을 시작으로 회장님의 암 선고로 시한부 판정 받고 침통한 분위기로 회의 끝에 주인공 김형곤이 "하느님 너무 불공평 하십니다 제가 암 이라뇨 왜 얘는 그냥 놔두십니까 자 여러분 그동안 배운거 없고 무식하고 심통많은 나를 꼭 필요하느라 수고 많았어요 여러분 새해 복많이 받으세요 (새해 복많이 받으세요) 우리가 이렇게 헤어지지만 먼 훗날 아주 먼 훗날 다시 만날께야 여러분 어때요 (좋습니다)" 라는 침통한 애드립도 포함되어 있습니다
한편, 김형곤은 출연펑크와 연습시 불성실한 태도 탓인지 해당 코너 출연정지를 당했다가 1987년 9월 5일부터 해당 코너에 등장했으며 같은 해 가을개편 때 폐지 검토됐으나 그 이후 계속 존속했는데 김형곤이 1988년 5월 연극 <회장님 회장님 우리 회장님>의 미주공연을 구실로 도미한 후 귀국일자를 어겨 3주 동안 해당 코너에 출연하지 않았고 이로 인해 1988년 6월 1일부터 같은 달 30일까지 시한부 출연정지 처분을 받기도 했다.
- 방송 기간 : 1986년 11월 ~ 1988년 12월 31일

### 영구야 영구야
출연 : 심형래, 송영길, 조춘, 김유행 등
1970년대 초 인기를 모았던 드라마 여로에서 따온 캐릭터인 바보 영구를 심형래가 연기하였다. 혀짧은 소리로 하는 "영구없다" 와 '소쩍궁 소쩍궁', '띠리리리리리~' 등의 유행어가 있다. 영구는 이후 바보개그의 대명사가 되어 후에 봉숭아 학당에서 이창훈이 연기한 맹구로 이어졌다.
- 방송 기간 : 1988년 6월 ~ 1990년 1월 6일

### 탱자 가라사대
출연 : 故 김형곤·이주일, 이성미, 오재미, 김용, 하상훈, 조문식 등
- 방송 기간 : 1989년 3월 ~ 1990년 10월 27일

김형곤의 세태 풍자 코너 2기로 성인 공자를 패러디한 꽁자가라사대로 시작하였고, 이후 탱자로 분한 김형곤하고 그 제자들이 벌이는 시사풍자 코미디로 방영되었던 코너로 마지막에 명심보감 구절, 외국 명언 등을 소개하였다. 1989년, 1990년 당시 광주민주화운동의 진상규명을 위한 청문회는 열었지만, 폭력으로 얼룩진 전두환, 노태우의 군부독재는 청산되지 못했던 부끄러운 현대사, 루마니아의 독재자 니콜라에 차우셰스쿠의 비참한 말로 등 정치, 사회 문제를 꼬집어 큰 사랑을 받았다. 예를 들어 차우셰스쿠가 철권통치를 하다가 민중들의 혁명(1989년 루마니아 혁명)으로 처형된 사건에 대해서는 "총 하나로 살아온 세월~~"이라는 풍자노래를 불렀다. 이성미가 탱자의 애제자로, 오재미가 문제아로 출연했다.
마지막 회차 엔딩엔 김형곤이 "사랑하는 나의 제자들이여 너희들에게 오늘 할말이 있다 1년 8개월 동안 너희들을 가르키면서 내 가르침에 부족함이 많다는걸 느꼈어 그래서 나는 더 공부를 하기 위해서 깊은 산속으로 떠나기로 했다 (엇 스승님 그게 어인일 이십까) 슬퍼하지 마라 헤어지면 나의 새로운 만남을 의미하는것 너희들 내가 없더라도 학문에 매진하여 이 나라의 훌륭한 사람이 되도록 해 (스승님)" 애드립도 포함되어 있습니다

### 청춘을 돌려다오
출연 : 임하룡, 전유성, 팽현숙
나이를 잊은 '젊은 오빠' 임하룡과 전형적인 노인 전유성이 콤비를 이뤄 엮은 유쾌한 연로자 코미디. 유행어로 '일주일만 젊었어도~', '얜 무슨 말을 못하게 해~'가 있다.
- 방송 기간 : 1988년 10월 22일 ~ 1990년 2월 3일

### 부채도사
출연 : 장두석, 김의환(SBS 이적으로 하차), 전효실(김의환 하차 후 합류)
부채를 이용하여 말도 안되는 점을 쳐 주다가 망신을 톡톡히 당하는 사이비 점쟁이 부채도사를 장두석이 연기하였다. 원래는 엉터리 점쟁이한테 의지할 정도로 과열된 입시현장을 비판하는 등, 사회모습을 풍자하는 내용을 갖고 있었다. 의뢰인이 들어올 때 "실례 실~례합니다~ 실례 실례하~세~요~"로 이어지는 일명 '실례송'이 대히트했다. 마지막회에서는 채무자들이 찾아와서 방세 100여만 원을 체납하여 집기들을 모두 거두어가고 급기야는 옷까지 모두 벗겨서 가져가버린다. 나중에는 편지를 한 장 받게 되는데, 편지에는 본 부채도사협회여서는 장두필 회원이 악질 회비 미납자로서 제명처리되오니, 회원증을 반납하시오. 라고 적혀져 있었다. 주택복권을 구입했던 사람이 1등에 당첨되어 인사를 하러 오지만, 부채도사가 천기를 어지럽힌 죄로 계룡산의 백운도사로부터 노여움을 받게 되면서 만나지 못한다는 내용으로 꾸며졌다. 1991년 10월 13일 가을개편 이후로는 코미디언 이외에 가수 배우 들도 참여하기 시작 했습니다
- 방송 기간 : 1991년 2월 2일 ~ 1992년 4월 5일

### 변방의 북소리
출연 : 심형래, 임하룡, 서원섭, 김용, 이상운, 김의환
변방의 북소리는 조선시대 변방을 지키는 포졸 부대를 소재로 했으며 임하룡, 심형래, 서원섭, 김의환 등이 출현하였다. 심형래의 자연스러운 바보 연기와 부대원들의 알아들을 수 없는 보고 내용이 명연기였다.
- 방송 기간 : 1986년 9월 ~ 1987년 10월

### 내일은 챔피언
출연 : 심형래, 임하룡, 故 양종철, 오재미 등
8,90년대 최고 인기였던 권투 체육관을 무대로 한 콩트. 바보스러운 복싱 꿈나무 '칙칙이' 심형래와 코치 임하룡, 체육관의 기대주 양종철과 살찐 복서 오재미 등이 출연하였고, 심형래의 슬로우모션 개그가 큰 히트를 쳤다.
- 방송 기간 : 1990년 11월 3일 ~ 1991년 4월 13일

### 남 그리고 여
출연 : 최양락, 팽현숙, 전유성 등
개그계의 신성일 & 엄앵란이라고 불리었던 희극인 커플 1호인 최양락하고 팽현숙이 커플연기를 했던 코너. 남존여비의 시각을 지닌 남자 최양락과 그런 남자에 항상 고개 숙인 여자 팽현숙이 만드는 커플 콩트로 꾸며졌다. 유행어는 '나는 봉이야~'가 있다.
이 프로는 최양락과 팽현숙이 결혼을 하면서 대단원의 막을 내렸다. 그리고, 몇달후에 이들은 실제로 결혼을 했다.
- 방송 기간 : 1987년 ~ 1988년

### 고독한 사냥꾼
출연: 최양락
"내가 이 카페를 찾은 이유는, 이 카페에 오면 뭔가 좋은 일이 있을 것 같은 기대 때문이지"라는 멘트로 시작되는 이 코너는 여자를 '사냥하러 다니는' 남자 최양락하고 매주 한 명의 여자 스타가 출연해 맞선 형식으로 콩트를 만들었다.
코너 마지막엔 최양락이 여자에게 처절히 당하고, '에구에구에구~그날 난~'이란 불쌍한 말로 마무리가 된다.
마지막회에서는 "내가 이 카페를 마지막으로 찾은 이유는 이곳에서 덧없이 지나쳐버린 나의 30년 인생을 되돌아보기 위해서지"로 시작된다.
그러고 나서는 과속이 원인인 교통사고를 당하는 참혹한 결말로 끝을 맺지만 무사한 모습으로 명동거리에 나타나게 되며 "내가 명동을 찾은 이유는 뭔가 좋은 일이 있을 것 같은 기대 때문이지"라는 멘트로 끝을 맺는다. 종영 후 비디오용 극장판이 제작되었는데 당시 기준으로는 19금 판정을 받았다.
- 방송 기간 : 1989년 1월 ~ 1990년 6월 30일

### 맨손의 청춘
출연 : 전유성, 최양락, 이경래, 이창훈, 김종국, 故 양종철, 이희구
맹구 이창훈의 본격 코미디 출세작. (코미디 데뷔작은 코미디 하이웨이라는 프로그램이었다.) 대중 목욕탕에서 일하는 전유성(사장), 최양락(이발사 최병만), 이경래(구두닦이 이칠성), 이창훈(때밀이 이달용), 김종국(달용이 단짝 친구 김삼돌), 휴머니즘 코미디이다.
등장인물들은 때밀이 달용이에게 일을 하지 못할 급한 사정이 생기면 친구 김종국이 대신 일을 해주고(현실하고 차이가 있다. 대부분의 때밀이들이 바쁘거나 일을 하지 못할 사정이 생기면, 일용직 때밀이인 스피아를 구한다), 어려운 일이 생기면 위로해 주는 등 서로 돕고 사는 관계였다.
사장으로 나온 양종철의 경우도 달용이가 대우가 좋은 호텔 사우나로 가려고 하다가 뜻을 이루지 못하자 처음에는 호텔사우나로 가라며 나무라다, 이창훈이 실직하면 생계가 막막해지기 때문에 계속 같이 일하는 너그러운 사장연기를 하였다(이는 현실하고 차이가 있다.
때밀이는 사용자인 목욕탕 사장하고 근로계약을 맺은 노동자가 아니라 이발사, 구두닦이하고 더불어 보증금을 내고 목욕탕 시설을 임대하여 영업하는 자영업자이기 때문에 목욕탕 사장이 채용이나 해고를 할 수 없게 되어 있다. 월급제 때밀이도 목욕탕 사장이 아닌 때밀이 사장이 구두계약인 고용계약을 맺고 채용하는 것이다).
'난 짜장면 싫어, 난 짬뽕!', '난 리바이벌은 죽어도 안 해'라는 유행어를 히트시켰다. 마지막회에서는 칠성이네 사장, 병만, 달용, 삼돌이가 모두 모여 잔치에서 술잔을 들고 건배를 하려는 순간, 달용이가 잠깐 잠깐 잠깐, 잠깐만요 하고 난 후에 모자를 벗으면서, 시청자 여러분, 그리고 멀리 계신 해외 동포 여러분. 지금까지 저희 맨손의 청춘을 아끼고 사랑해 주신 시청자 여러분들께 감사드립니다. 그동안 시청자 여러분들의 사랑을 받아왔던 저희 맨손의 청춘이 오늘로서 마지막 인사를 드리게 되었습니다. 91년 새해에도 저희 출연진들은 시청자 여러분들의 사랑에 힙어 보다 나은 코너로 보답하겠습니다. 시청자 여러분, 새해 복 많이 받으십시오. 마시겠습니다. 하고 술잔을 들면서 '마셔' 하고 건배를 올리면서 막을 내리게 된다.
- 방송 기간 : 1990년 7월 7일 ~ 1991년 1월 26일

### 교무수첩
출연 : 조금산, 김학래, 장두석, 엄용수, 서현선 등
- 방송 기간 : 1990년 11월 ~ 12월

일명 일번지판 '사랑의 교실'

### 괜찮아유
출연 : 최양락, 김학래, 이경애, 이경래, 김지선 등
전신인 1991년 3월 23일 부터 5월 18일 까지 방영한 다정한 이웃 부터 시작 충청도 출신 개그맨들이 만든 '충청도 개그'. 충청도 농촌을 소재로 말투는 느리지만 재치있는 충청도 사람들의 모습을 그렸다. 같은 충청도 출신인 가수 조영남도 공감한 코너입니다 후속 코너인 '화개장터(1991년 10월 13일 ~ 27일)'도 김학래가 출연했습니다(김학래, 양종철, 김정식 출연)
- 방송 기간 : 1991년 3월 23일 ~ 10월 6일

### 고시촌
출연 : 엄용수, 김한국, 박승대, 문영미, 서인석
- 방송 기간 : 1991년 10월 13일 ~ 10월 20일

사법 고시생 엄용수, 부동산 중개사 고시생 김한국, 대입 4수생 박승대, 고시촌 아줌마 문영미, 주방장 서인석이 출연하는 고시촌 이야기로 맏형인 엄용수가 세상사는 이야기를 과거 상황과 비교하여 비판적 메세지를 칼럼 형식으로 내놓기도 했었다

### 화개장터
출연 : 양종철, 김정식, 김학래, 서원섭, 최영준
- 방송 기간 : 1991년 10월 13일 ~ 10월 27일

경상도와 전라도를 가로지르는 화개장터 사람들의 이야기로 작중 경상도 사투리도 포함되어 있습니다 양종철이 지도 주임, 김정식이 카세트 부스를 허리에 찬 옷가게 주인, 서원섭이 옷 수선 가게 주인, 김학래가 신사 모자를 쓴 다방 주인으로 출연 하였습니다

### 모셔 주세요
출연 : 김형곤, 박은영
- 방송 기간 : 1991년 10월 27일 ~ 11월 3일

김형곤의 공개방송 토크 코너로 오프닝은 국악 악단의 연주로 시작되었으며 가수 전영록과 민해경이 출연 하였고 엔딩은 출연 가수의 열창도중 실수 장면이 코믹하게 연출 되었습니다

### 충무로 차차차
출연 : 심형래, 전유성 외 다수
- 방송 기간 : 1990년 1월 ~ 1990년 6월

### PR 광고 25시
출연 : 엄용수, 양종철, 김한국, 배동성, 서현선, 최영준
- 방송 기간 : 1992년 1월 19일 ~ 3월 29일

일명 일번지판 '손자병법'으로 선거 대행사의 이야기를 다룬 오피스 코너로 1992년 1월 26일 방영분엔 엄용수가 당시 비디오 경고 영상 문구 낭독을 포함 엔딩 실수 장면엔 '여의도로 가는 길 이렇게 멀고도 험하다'라는 애드립도 포함되어 있습니다 마지막 회차엔 낙선 당한 후보가 연달아 항의 방문 끝에 대통령 선거 도전을 향한 내용이 방영되었다
종영후 1992년 4월 5일부터 이와 비슷한 성격의 '스타병법(양종철, 김한국)'과 4월 12일부터 '감초맨(엄용수, 서현선)'으로 코너가 분리 되었습니다

### 감초맨
출연 : 장두석, 엄용수, 서현선, 배동성
• 방송 기간 : 1992년 4월 12일 ~ 8월 9일
장두석이 슈퍼맨을 패러디한 '감초맨'으로 등장하고, 사건이 터지면 어김없이 끼어들어 어찌됐든 사건을 해결하는 코너로 작중 서현선이 전작 '진중일기'에서 어설픈 애드립 그대로 감초맨에 대한 예찬을 1992년 6월 7일 방영분부터 시작했고 '여직원 납치범 소탕작전(8월 2일 박춘심 편, 8월 9일 서현선 편)'이라는 납량 특집 으로 이 코너는 마무리 한다

### 스타병법
출연 : 서원섭, 김한국, 박수홍, 故 양종철
• 방송 기간 : 1992년 4월 5일 ~ 5월 3일
오프닝은 박수홍의 피아노 토크로 시작 연예 기획사 사무실의 이야기를 다룬 코너

### 미워도 다시 한 번
출연 : 남희석, 엄정필, 박수홍
• 방송 기간 : 1991년 11월 17일 ~ 1992년 2월 2일

### 동궁마마는 아무도 못말려
출연 : 심형래, 최영준, 김현영 외.
심형래가 진행한 코너. 예쁜 여자 좋아하고 사고 뭉치 바보 왕세자와 궁궐 사람들의 이야기를 다루고 있다. 약삭빠른 내시 최영준과 미녀 무수리 서현선, 맨날 나서다가 구박받는 추녀 무수리 김현영이 주로 나온다. 코너가 코너인지라 다들 나사가 빠진 캐릭터들이 많다.마지막은 거지인 오재미와 뒤바뀐 왕자의 거지 재현으로 끝났다. "최영준의 연습이었소"가 명대사.
역시 심형래 쇼에서 리메이크. 여기서 심형래는 이제 왕이 되었고. 박성광이 왕세자로 나온다. 잠깐 슈퍼스타 KBS가 조선시대 버전으로 나오기도 했다.
- 방송 기간 : 1990년 7월 ~ 1990년 10월

### 장미빛 인생
출연 : 장두석, 이상운 등.
- 방송 기간 : 1989년 10월 ~ 1990년 3월 10일

### 알딸딸
출연 : 임하룡, 김미화, 최형만, 혜정, 전은미 외.
- 방송 기간 : 1990년 6월 30일 ~ 10월 13일

### 밤이면 밤마다
출연 : 김미화, 이봉원 등.
- 방송 기간 : 1991년 5월 26일 ~ 1991년 10월 6일

### 이상해와 심형래의 폭소소동
출연 : 이상해, 심형래 외 다수
- 방송 기간 : 1991년 4월 20일~ 1991년 8월 25일

일명 머털도사와 유사한 내용의 코너로 이상해가 왕질악 도사 제자 꺽굴이 라면 심형래가 누더기 도사 제자 머털이 수준으로 옴니버스식 코미디로 앞서 방영 전주인 1991년 4월 14일 쇼비디오자키를 통해 '포졸과 도둑' 코너 부터 방영되었고 주요 제목은 괴상한 가족, 추격(두 형사), 검객, 텍사스의 결투, 의사와 신혼집, 청소부, 귀신과 과부(조선시대), 공원의 두 신사(찰리 채플린을 모티브로 하였음), 이발사, 세탁소, 거지의 꿈, 칵테일 바, 탐정과 수류탄, 은행 강도(심형래), 신사와 경찰 등이 방영되었다

### 꽃피는 봄이 오면
출연 : 故 김형곤, 故 배삼룡, 최영준, 서원섭 외.
김형곤의 세태 풍자 코너 3기로 故 김형곤의 시사 코미디로 자칭 고려의 왕손이라는 거지 왕초 김형곤과 그 휘하 거지들이 벌이는 이야기다. 항상 코너 마무리로 "꽃피는 봄이 오면... ***하겠지?"라고 약간은 기대를 담은 한 마디씩을 남겼다. 1989년쯤에 방영하면서 꽤 인기를 끌었고, 풍자와 비판은 전두환, 노태우 군부독재 시절이던 1980-90년대인 터라 회장님 회장님 우리 회장님이 외압으로써 폐지된 억압에 항의하는 고 김형곤 씨의 반발도 들어가서인지 더더욱 노골적이었다. 이를테면 거지 왕초인 김형곤이 지팡이를 들다가 부러지자 "지팡이가 썩었어! 썩었어! 이래놓고 뭐가 민중의 지팡이라는 거야?"라는 수사(Rhetoric)의문문(문장형식은 의문문이지만, 실제 뜻은 부정, 비판 등 문장형식과 다른 작문이나 대화법)을 대놓고 활용함으로써 경찰을 비판했다. 추가로 1991년 5월 18일 방영분에서 주인공이자 거지왕초인 김형곤이 밖에 나가서 구걸하다 밥을 못얻어 거지생활 그만두고 학교로 돌아간다는 말에 어느 한 휘하거지가 의연하게 일어서라는 용기의 한마디가 조직개편으로 이어져 1991년 6월 2일 방영분엔 동작그만 출신의 먼 미래 즉 20세기에서 온 거지 이상운, 김진호, 최영준과 원로 이자 왕손의 삼촌인 배삼룡 영입으로 이어졌습니다.
마지막 회엔 10분도 안되 끝난 데다 휘하 거지들이 동시 다발로 구걸을 못해먹겠다는 발언을 시작으로 엔딩 장면엔 김형곤이 "그 동안 꽃피는 봄이 오면을 사랑해 주신 시청자 여러분 대단히 고맙습니다 더욱 더 열심히 하겠습니다 꽃피는 봄이 오면 풍자 코메디 발전할까(정말)" 애드립도 포함되고 있습니다
- 방송 기간 : 1990년 11월 17일 ~ 1991년 9월 1일

### 추억의 책가방
출연 : 임하룡, 이경래, 故 조금산, 김현영, 김진호, 서원섭 등.
청춘을 돌려다오가 끝나고 시작된 임하룡의 새로운 코너. 여기서는 70년대 까까머리에다 일제식 교복을 입은 날라리 고등학생 '해룡이'로 등장하며, 그의 특기인 "다이아몬드 스텝"이 유래한 코너가 바로 여기다. 우등생이지만 멘탈이 찌질한 '조금생' 역에 조금산, 해룡이와 같이 다니는 친구 '경래' 역에 이경래, 해룡이의 뒤꽁무니를 따라다니면서 쪼잔하게 아첨을 떨다 공박을 받긴 하지만 그를 열렬히 짝사랑하는 '오달자' 역의 김현영, '호랑이 선생님' 역으로 김진호가 출연했다. 해룡이가 사는 동네에 수학여행을 온 다른 학교 학생들과 시비를 붙는 적이 있는데, 그때 타학교생으로 나온 엑스트라가 바로 김용만하고 남희석, 이희구였다. 서원섭의 1인 2역도(여고교감, 임해룡 아버지) 포함되어 있습니다
엔딩은 담임선생님의 회갑 잔치에 금생, 경래 부부가 온 가운데 해룡이만 늦게 나타난다. 그는 여전히 춤에 미련을 가지고 있는 못 말리는 가장이 되었는데, 부인은 바로 오달자(..)학생 시절과는 다르게 완전히 잡혀 살고 있었다.
추가로 임하룡의 추억의 책가방 임해룡의 플러스 알파 코너인 MBC 오늘은 좋은날 1993년 3월 4일 방송분 졸업1 중에서 졸업을 맞이하여 담벼락에 '야! 조럽이다'락카 페인트로 낙서 하다 선생님인 최성훈한테 적발된 내용의 코너가 방영되었습니다
- 방송 기간 : 1991년 9월 1일 ~ 1992년 10월 4일

### 열녀문
출연 : 지영옥, 문형주, 김지선(SBS 이적으로 하차) → 故 최용순, 김용
- 방송 기간 : 1991년 10월 13일 ~ 1992년 1월 12일

조선시대 후기로 추정되며 남편을 일찍 떠나보낸 과부 3대(지영옥, 문형주, 최용순(김지선이 91년 말 SBS 이적한 후 후임으로 합류))의 에피소드를 담은 코너. 남편을 잃고 수절을 지키며 사는 것 같지만 실상은 언제라도 재가를 노리고 있고, 이런 그들의 사정을 아는 보부상(김용)이 남자를 소개시켜 주지만 번번이 실패한다. 머슴 선발대회 편에서는 배삼룡이 변강쇠(...)로 등장해 특유의 비실비실한 몸개그를 선보였다. 추가로 작중 조선시대 서민들의 눈을 통해 물질만능주의 시대를 적나라하게 표현한 20세기 현대 문물도 포함되어 있습니다(코너중 주요 현대 문물은 고무대야, 무스, 실크의류, 쌍절곤, 선풍기, 메가폰, 전기장판, 무선전화기, 권투글러브, 맥주하고 맥주잔, 플라스틱 면그릇, 알미늄 솥, 동동 구루미(화장품), 연예인 책받침, 털 목도리, 볼펜, 메모지, 녹음기, 음란물 도서, 퀴즈도구(점수판), 전기구이 통닭, 역도, 장난감 권총, 집배원 가방, 카세트 부스, 핸드백, 청진기, 주사기 등)

### 여자, 여자, 여자
출연 : 임하룡, 이희구, 임미숙, 김미화
- 방송 기간 : 1990년 2월 ~ 1990년 6월

### 제7병동
출연 : 김정식, 김미화
- 방송 기간 : 1987년 10월 ~ 1988년 4월

### 진중일기
출연 : 김형곤, 정명재, 양종철, 최승경, 서현선, 최영준
- 방송 기간 : 1991년 11월 10일~ 12월 29일

김형곤의 세태 풍자 코너 4기로 임진왜란기를 배경으로 하는 김형곤 주연의 풍자 코미디 코너. 당연히 코너명의 유래는 난중일기. 1992년 초 김형곤이 일신상의 이유로 잠시 휴식을 선언하며 조기종영되었다. 당시 신인이었던 남희석과 최승경도 출연했다. 추가로 세상을 원망하며 서현선과 양종철의 어설픈 애드립 그리고 '열녀문' 못지않게 작중 조선시대 서민들의 눈을 통해 물질만능주의 시대를 적나라하게 표현한 20세기 현대 문물도 포함되어 있습니다(코너중 주요 현대 문물은 골프채, 장난감 목마, 화투, 무선전화기, 장난감 칼, 플라스틱 쟁반, 그물털 먼지 제거기 등)
후속단편 코너로 1992년 1월 5일 방영된 정명재, 양종철, 서원섭, 서현선, 최영준 출연의 '내사랑 내곁에'가 방영되었다

### 팡파르를 울려라
출연 : 김한국, 서원섭, 조문식, 배동성
- 방송 기간 : 1991년 11월 10일~ 1992년 1월 12일

동작 그만 종영이후 6개월 만에 선보이는 군관련 코너로 군부대 예술단의 이야기를 다룬 코너

### 어우동 농구단
출연 : 김정식, 문영미, 김혜정
- 방송 기간 : 1991년 12월 8일~ 1992년 1월 12일

'팡파르를 울려라'가 남성들의 코너였다면 '어우동 농구단'은 여성들의 코너가 될 정도로 여성 농구단의 이야기를 다룬 코너

### 바구니가 비었다고 낚시대를 자르지 마라
출연 : 이상운, 김국진
- 방송 기간 : 1992년 1월 19일 ~ 2월 9일

### 부부
출연 : 최용순, 지영옥, 오재미
- 방송 기간 : 1992년 1월 26일 ~ 2월 9일

### 그는 이렇게 말했다
출연 : 김형곤, 이상운, 오재미, 최승경, 남희석, 성낙앙, 이상해
- 방송 기간 : 1992년 2월 16일 ~ 10월 4일

김형곤의 세태 풍자 코너 5기로 잠깐의 휴식기를 가진 김형곤의 복귀작. 김형곤이 고대 그리스 철학자로 분하고 이상운, 오재미, 성낙앙, 남희석, 최승경 등이 제자로 나오는 시사풍자 코너였다. 코너 엔딩엔 종소리와 함께 제우스 신에 기도후 노래방 열풍으로 유행가 열창끝에 아내한테 질타 당하는 장면이 자주 등장하기도 했었다
유행가 열창은 1992년 3월 15일부터 5월 17일까지 시작했으며 (4월 19일 방송분 에서는 주인공 김형곤이 아내한테 반가운 소식으로 생략) 주요 노래 제목은 김추자 거짓말이야, 윤시내 공부합시다, 조영남 화개장터, 김수철 정신차려, 설운도 나침판, 김수희 너무합니다, 김현식 내사랑 내곁에, 허영란 날개, 마이클 잭슨의 we are the world 입니다
7월 5일 방송분엔 유행가 열창이 일시 재개됐다 주요 노래는 이필원 약속 열창후 너와 나(건전가요), 8월 2일 올림픽 기간으로 코리아나 손에 손잡고, 8월 23일 백영규의 잊지는 말아야지, 9월 6일 박상규의 친구야 친구가 열창되었다
10월 4일 마지막 방영분 엔딩엔 주인공 김형곤이 "병아리가 달걀 껍질을 깨고 새롭게 태어나듯이 우리도 새롭게 태어나고자 합니다 오늘 이시간 그동안 10년정도를 지탱하는 유머1번지가 오늘 막을 내림으로서 그동안 유머1번지를 아껴주시고 우리 유머1번지를 지켜봐 주시는 많은 시청자 여러분들께 다시한번 감사의 말씀을 드리겠습니다 언제나 여러분 가정에 평화와 은총이 신의 은총이 함께 하실것을 믿습니까" 라는 고별 인사가 방영되기도 했었다 덤으로 맨 마지막 대사엔 "오늘 같은 여러 가지로 종치는 구나"

### 별당아씨
출연 : 심형래, 최영준, 송영길, 지영옥, 엄정필
- 방송 기간 : 1992년 2월 23일 ~ 8월 9일

SBS개국후 한동안 SBS에서 활동한 심형래의 KBS 복귀작으로 1976년 TBC 드라마 별당아씨를 모티브된 코너입니다 시대배경이 조선후기며 1992년 4월 26일 방영분 중 오랑캐(청나라) 침략으로 오랜 수모 끝에 청나라 황제 승하 이후 주인공 심형래는 황제 자리에 올라 청나라가 마음에 드는 것에 비해 아버지 송영길은 조선으로 돌아가고 싶어 갈등 끝에 마침내 7월 19일 방영분 에서 청나라 황실 측이 조선으로 귀향 권유를 계기로 오랑캐(청나라)와의 결투는 끝난 것도 잠시 납량 특집 으로 귀향길에 귀신의 집 소동과(7월 26일 방영분) 고향집으로 올때는 이미 폐가가 되어 귀신 소동(8월 2일 방영분) 끝에 마지막 회차엔 별당이 신령인 아버지에 도움으로 귀신에서 사람으로 변신되었다

### 차 마시는 여자
출연 : 이경애
- 방송 기간 : 1992년 2월 16일 ~ 10월 4일

차 마시는 여자 이경애의 다과 토크로 당시 주부 시청자 들의 인기를 끄는 코너

### 날마다 사표쓰는 남자
출연 : 정명재
- 방송 기간 : 1992년 1월 19일 ~ 3월 1일

'술 마시는 남자'의 전신 코너로 날마다 사표를 쓰고 싶어하는 남자 정명재의 취중 개그로 술집을 무대로 현대를 살아가는 직장인 들의 세상을 적나라하게 담은 내용으로 당시 3040세대(1940~50년대 출생세대 추정) 직장인 시청자 들의 인기를 끌었습니다

### 술 마시는 남자
출연 : 정명재
- 방송 기간 : 1992년 5월 10일 ~ 10월 4일

정명재의 취중 만찬 토크로 당시 3040세대(1940~50년대 출생세대 추정) 직장인 시청자 들의 전작 못지않게 인기를 끌었으며 장소도 초창기 전작처럼 술집 맥주를 시작으로 1992년 8월 16일 방송분부터 대포집 소주로 변경 되었고 지영옥이 대포집 주인으로 출연 했습니다 엔딩 대사는 "그놈의 정 때문에"

### 60초뉴스
출연 : 김용만, 이영재
- 방송 기간 : 1992년 4월 12일 ~ 10월 4일

### 전국구 개그맨
출연 : 김한국
- 방송 기간 : 1992년 8월 9일 ~ 10월 4일

김한국이 각 지방 언어, 습관, 개그를 원맨쇼로 선보이는 코너 9월 13일 방송엔 추석 특집 으로 김한국이 전작인 '동작그만'과 '팡파르를 울려라'처럼 군인 복장 으로 출연했고 10월 4일 마지막 방송엔 유머1번지 10년을 회고하며 각 지방 시청자들의 평가를 사투리로 선보인적 있습니다

### 심가이버
출연 : 심형래, 엄용수, 문형주
- 방송 기간 : 1992년 8월 16일 ~ 10월 4일

심형래와 맥가이버랑 합성 코너로 유머 1번지에 에디슨이 있을 정도로 '퍼닉스재단 서울지부'라는 가상의 사무실을 무대로 작중 심형래가 발명은 에디슨 수리와 사건 해결은 맥가이버 수준의 심가이버로 변신 시작은 적극적 마무리는 시한폭탄이 터지는 내용으로 10월 4일 마지막 방송분엔 심형래가 이경애의 '차 마시는 여자'를 패러디 한것처럼 "저는 술을 먹는 남자 중의 남자 랍니다 내가 술을 마실때 마누라가 술을 왜 먹냐고 이야기 했습니다 저는 술이 마누라 보다 더 좋기 때문에 이렇게 이야기 할수있는 자신있는 남자 입니다"라며 오프닝을 선보인적 있습니다
주요 내용은 신종 수제비 요리 강습, 대만 출장, 사이비 신도 구출 작전, 마약 밀매범 추적, 여성 협박범 추적, 생일 음식 독극물 추적, 어린이집 유괴 방지 교육, 인질범 소탕 작전이 방영되었습니다

### 만약에
출연 : 김용, 김국진
- 방송 기간 : 1992년 8월 16일 ~ 10월 4일

일명 일번지판 시사대담 으로 엔딩은 김용이 MBC 라디오 싱글벙글쇼의 강석처럼 "만약에 코너 에서 바라보는 오늘의 세계"로 패러디한 코너입니다

### 장두석의 코믹 영상 음악
출연 : 장두석
- 방송 기간 : 1992년 8월 16일 ~ 10월 4일

원맨쇼 형식의 코믹 영상 음악 코너로 Rain drops, 김정수의 당신, Unchained Melody(사랑과 영혼 주제가), 설운도의 다함께 차차차, 이승철의 안녕 이라고 말하지마, 이승철의 소녀시대, 현미의 밤안개, 한복남의 빈대떡 신사가 제작 되었습니다

### 퐁퐁 다리의 연인들
출연 : 박수홍, 엄정필
- 방송 기간 : 1992년 9월 6일 ~ 10월 4일

'미워도 다시 한번' 종영 이후 7개월 만에 다시 만난 박수홍과 엄정필이 퐁퐁 다리에서 거지로 만나는 이야기

## 동시대 경쟁 프로그램
- 쇼 비디오 자키 (KBS)
- 청춘만만세 → 청춘행진곡 (MBC)
- 일요일 밤의 대행진 → 일요일 일요일 밤에 (MBC)
- 코미디 전망대 (SBS)
- 웃으면 좋아요 (SBS)

## 참고 사항
- 처음의 제목은 '유모어 1번지'였으나, 1986년[30] 외래어 표기법 개정에 따라 '유머 1번지'로 제목을 바꿔 종영 시까지 이어왔다.
- 1980년대 중반부터 1991년까지 시청률 40 ~ 60% 정도이었으나, SBS 개국 이후부터 타 방송사 동시간대를 밀려서 떨어졌다.
- 유튜브 채널인 KBS COMEDY: 크큭티비에 옛날 수집 자료로 클립 영상을 보실 수 있다.
- KBS 영상자료실에 1987~92년 방송을 보관되어 있지만[31], 1983~86년 방송을 자료들이 전량 유실되었다.[32]
- 1991년 2월 16일 '동작그만' 코너에서 사과를 입에 물고 있는 상대방을 향해 대검을 던진 장면을 내보내어 같은 달 28일 방송위원회(현 방송통신심의위원회)로부터 사과명령을 받아야 했다[33].
- 1991년 2월 2일과 2월 9일 '꽃피는 봄이 오면' 코너에서는 지나친 욕설과 과다 폭력 장면으로 물의를 빚어 방송위원회(현 방송통신심의위원회)로부터 '주의' 조치를 받았다[34].
- 앞서 본 것처럼 1991년 5월 26일부터 일요일 저녁으로 방영 시간대를 옮겼는데 지나친 폭력묘사[35]로 비난을 샀다.
- 김웅래 코미디담당부장이 1991년 9월 18일 스포츠서울에 쓴 신문칼럼 내용이 문제가 되어 주축 코미디언들은 같은 해 9월 24일 녹화(29일 방송분)를 거부했고 결국 1991년 9월 29일 해당 프로그램 방영분은 옛 코미디를 재편집해 내보냈다[36].